# Olympische Jugend-Winterspiele 2012/Teilnehmer (Iran)
| Gelbes Symbol für Goldmedaillen mit stilisierten Olympischen Ringen | Graues Symbol für Silbermedaillen mit stilisierten Olympischen Ringen | Braundes Symbol für Bronzemedaillen mit stilisierten Olympischen Ringen |
| ------------------------------------------------------------------- | --------------------------------------------------------------------- | ----------------------------------------------------------------------- |
| —                                                                   | —                                                                     | —                                                                       |

Der Iran nahm an den Olympischen Jugend-Winterspielen 2012 in Innsbruck mit drei Athleten in zwei Sportarten teil.

## Sportarten

### Ski Alpin
| Athleten     | Wettbewerb   | Durchgang 1 | Durchgang 2        | Gesamt             | Gesamt             |
| Athleten     | Wettbewerb   | Zeit        | Zeit               | Zeit               | Rang               |
| ------------ | ------------ | ----------- | ------------------ | ------------------ | ------------------ |
| Jungen       |              |             |                    |                    |                    |
| Nima Baha    | Super-G      |             |                    | 1:17,43 min        | 39                 |
| Nima Baha    | Riesenslalom | 1:06,73 min | 1:03,86 min        | 2:10,59 min        | 34                 |
| Nima Baha    | Slalom       | 49,04 s     | 48,76 s            | 1:37,80 min        | 30                 |
| Nima Baha    | Kombination  | 1:16,00 min | 45,93 s            | 2:01,93 min        | 31                 |
| Mädchen      |              |             |                    |                    |                    |
| Hadis Ahmadi | Super-G      |             |                    | 1:28,41 min        | 32                 |
| Hadis Ahmadi | Riesenslalom | DNS         | nicht qualifiziert | nicht qualifiziert | nicht qualifiziert |
| Hadis Ahmadi | Kombination  | 1:24,82 min | 50,15 s            | 2:14,97 min        | 30                 |

### Skilanglauf
| Athleten             | Wettbewerb      | Qualifikation | Qualifikation | Viertelfinale      | Viertelfinale      | Halbfinale         | Halbfinale         | Finale             | Finale             |
| Athleten             | Wettbewerb      | Zeit          | Rang          | Zeit               | Rang               | Zeit               | Rang               | Zeit               | Rang               |
| -------------------- | --------------- | ------------- | ------------- | ------------------ | ------------------ | ------------------ | ------------------ | ------------------ | ------------------ |
| Jungen               |                 |               |               |                    |                    |                    |                    |                    |                    |
| Yaghoub Kiashemshaki | 10 km klassisch |               |               |                    |                    |                    |                    | 37:14,4 min        | 41                 |
| Yaghoub Kiashemshaki | Sprint          | 2:10,72 min   | 49            | nicht qualifiziert | nicht qualifiziert | nicht qualifiziert | nicht qualifiziert | nicht qualifiziert | nicht qualifiziert |